# Moravskoslezský kraj
Moravskoslezský kraj (od ledna 2000 do května 2001 Ostravský kraj) je jedním ze 14 vyšších územních samosprávných celků v Česku. Žije zde přibližně 1,19 milionu obyvatel. Sídlem kraje je Ostrava.
Kraj se nachází na severovýchodě České republiky. Z větší části leží v Českém Slezsku (7 desetin), zbývající část zabírá severovýchod a malý kousek severu Moravy. Hranici mezi těmito historickými zeměmi v kraji v převážné většině tvoří řeky Odra a Ostravice (to v případě severovýchodu Moravy). Na západě kraje je severní Morava zastoupena jihozápadní částí bývalého okresu Bruntál, což je zhruba okolí Rýmařova. Na jihu kraj sousedí se Zlínským krajem, na západě s Olomouckým krajem, na severu s polskými vojvodstvími Opolským a Slezským, na jihovýchodě s Žilinským krajem na Slovensku. Na území kraje se nacházejí čtyři euroregiony – Beskydy, Praděd, Silesia a Těšínské Slezsko. 
V kraji je celkem šest statutárních měst. Ostrava a Frýdek-Místek leží v obou tzv. historických zemích, zbývající čtyři, Opava, Havířov, Karviná a Třinec, leží ve Slezsku. Symboly kraje tvoří znak, vlajka a logo.

## Přírodní podmínky
Horopisně leží území kraje na rozhraní Českého masívu a vnějších Západních Karpat, na severu do něj zasahuje Středoevropská nížina (Opavská pahorkatina). Nejvyšším pohořím je Hrubý Jeseník (Praděd, 1491 m), jenž patří k Českému masívu a Moravskoslezský kraj se o něj dělí se sousedním Olomouckým krajem. Na opačném, jihovýchodním konci kraje se zvedají Moravskoslezské Beskydy (Lysá hora, 1324 m), které přecházejí do Zlínského kraje, na Slovensko i do Polska. Nižší kopce lemují jihozápadní hranici kraje. Severovýchod se naopak svažuje do Ostravské pánve kolem řeky Odry a jejích přítoků. Nejnižším bodem je soutok řek Odry a Olše na hranici s Polskem (195 m).
Většinu území kraje odvodňuje řeka Odra a její přítoky (např. Opava, Ostravice, Olše, Osoblaha) do Baltského moře. Z části Nízkého Jeseníku kolem Rýmařova a drobných území okresu Nový Jičín odtékají vody do povodí řeky Moravy, tedy do Černého moře. Nepatrné části východní části kraje patří do povodí řeky Váh (části obcí Hrčava, Bukovec, Mosty u Jablunkova).
I když je kraj spojován především s průmyslovým Ostravskem, nachází se v něm i cenné přírodní oblasti, jež jsou chráněny v rámci tří chráněných krajinných oblastí: Beskydy (rozlohou 1160 km²; včetně zlínské části největší CHKO v Česku), Jeseníky a Poodří. Kromě toho je zde 5 přírodních parků a 131 maloplošných chráněných území.

## Obyvatelstvo
V roce 2001, kdy proběhlo poslední sčítání lidu s povinnou deklarací národnosti a náboženského vyznání, se 86,9 % obyvatel kraje označovalo za Čechy, 3,3 % za Slováky, 3,0 % za Poláky, 2,3 % za Moravany, 0,8 % za Slezany, 0,3 % za Němce a 0,2 % za Romy, avšak údaje o podílu romského obyvatelstva jsou zkreslené z důvodu neochoty deklarace romské národnosti ze strany Romů. 40,2 % obyvatel kraje se považovalo za věřící – hlavně římské katolíky, zatímco 52,3 % obyvatel kraje se označilo za ateisty. Podíl věřících postupně klesá. Malá část – zejména evangelických – obyvatel Těšínska hovořících místním česko-polsko-německým nářečím se kromě deklarace české či polské národnosti označuje rovněž za Šlonzáky (Slezany) či Goraly. Nejvíce Poláků žije právě na Těšínsku, kde je mnoho obcí úředně dvojjazyčných. Původní obyvatelstvo Hlučínska na sebe pohlíží rovněž jako na Prajzáky – byť i zde se většina obyvatel hlásí k české národnosti, v některých obcích na Hlučínsku se okolo 10 % obyvatel hlásí k národnosti slezské.
Kraj má čtvrtý nejvyšší počet obyvatel ze všech českých krajů a po Praze nejvyšší hustotu zalidnění, vysoce převyšující republikový průměr (Česko 133 obyvatel na km², Moravskoslezský kraj 224 obyvatel na km²;). 62 % obyvatel žije ve městech nad 20 tisíc obyvatel,[zdroj?] a i to je v zemi výjimečné. Nejvyšší hustota zalidnění je na Ostravsku (981), nejnižší na Bruntálsku (62).[zdroj?]

### Slavní rodáci
Mezi slavné osobnosti narozené v kraji patří například zakladatel genetiky Johann Gregor Mendel, psycholog Sigmund Freud, hudební skladatel Leoš Janáček, historik František Palacký, herec Vlastimil Brodský, atlet Emil Zátopek, skokani na lyžích Jiří Raška a Jakub Janda, tenistka Petra Kvitová či zpěvačka Ewa Farna.

## Administrativní členění
Území kraje je vymezeno územími okresů Bruntál, Opava, Nový Jičín, Frýdek-Místek, Karviná a Ostrava-město.
| Okres         | Rozloha | Počet obyvatel | Hustota zal.  | Počet obcí |
| ------------- | ------- | -------------- | ------------- | ---------- |
| Bruntál       | 1 536   | 91 597         | 60 obyv./km²  | 67         |
| Frýdek-Místek | 1 208   | 214 660        | 178 obyv./km² | 72         |
| Karviná       | 356     | 246 324        | 692 obyv./km² | 17         |
| Nový Jičín    | 882     | 151 577        | 172 obyv./km² | 54         |
| Opava         | 1 113   | 176 236        | 158 obyv./km² | 77         |
| Ostrava-město | 332     | 320 145        | 964 obyv./km² | 13         |

K 31. prosinci 2002 zanikly okresní úřady a samosprávné kraje se pro účely státní správy od 1. ledna 2003 dělí na správní obvody obcí s rozšířenou působností, ty dále na správní obvody obcí s pověřeným obecním úřadem. Kromě bývalých okresních měst vykonávají rozšířenou státní správu ještě tyto obce: Bílovec, Bohumín, Český Těšín, Frenštát pod Radhoštěm, Frýdlant nad Ostravicí, Havířov, Hlučín, Jablunkov, Kopřivnice, Kravaře, Krnov, Odry, Orlová, Rýmařov, Třinec, Vítkov.
V kraji je 300 obcí, z toho 22 obce s rozšířenou působností. Sídelním městem kraje je statutární město Ostrava.

### Obce nad 7 000 obyvatel
| Město                  | Okres         | Obyvatel k 1.1.1971 | Obyvatel k 1.1.1980 | Obyvatel k 1.1.1990 | Obyvatel k 1.1.2000 | Obyvatel k 1.1.2010 | Obyvatel k 1.1.2020 |
| ---------------------- | ------------- | ------------------- | ------------------- | ------------------- | ------------------- | ------------------- | ------------------- |
| Ostrava                | Ostrava-město | 279 209             | 325 227             | 331 219             | 321 263             | 306 006             | 287 968             |
| Havířov                | Karviná       | 81 667              | 92 606              | 92 187              | 87 113              | 82 896              | 71 200              |
| Opava                  | Opava         | 50 289              | 59 360              | 63 253              | 61 171              | 58 440              | 56 450              |
| Frýdek-Místek          | Frýdek-Místek | 39 239              | 54 210              | 66 366              | 61 654              | 58 582              | 55 557              |
| Karviná                | Karviná       | 76 075              | 79 726              | 70 235              | 65 585              | 61 948              | 52 128              |
| Třinec                 | Frýdek-Místek | 30 203              | 34 095              | 45 593              | 39 427              | 37 405              | 35 002              |
| Orlová                 | Karviná       | 24 319              | 30 682              | 37 550              | 35 949              | 32 430              | 28 735              |
| Český Těšín            | Karviná       | 15 820              | 23 595              | 28 810              | 26 952              | 25 499              | 24 297              |
| Nový Jičín             | Nový Jičín    | 19 569              | 31 027              | 33 218              | 26 935              | 25 862              | 23 260              |
| Krnov                  | Bruntál       | 22 663              | 26 225              | 25 969              | 25 993              | 25 059              | 23 257              |
| Kopřivnice             | Nový Jičín    | 10 538              | 18 241              | 24 295              | 24 313              | 23 044              | 21 851              |
| Bohumín                | Karviná       | 25 544              | 24 388              | 23 691              | 22 818              | 21 482              | 20 518              |
| Bruntál                | Bruntál       | 10 519              | 16 664              | 19 142              | 17 812              | 17 264              | 16 138              |
| Hlučín                 | Opava         | 12 934              | 22 782              | 22 866              | 14 597              | 14 236              | 13 931              |
| Frenštát pod Radhoštěm | Nový Jičín    | 8 614               | 10 631              | 11 528              | 11 554              | 11 124              | 10 837              |
| Frýdlant nad Ostravicí | Frýdek-Místek | 6 372               | 7 485               | 14 384              | 9 675               | 9 681               | 9 922               |
| Studénka               | Nový Jičín    | 9 779               | 12 664              | 12 466              | 10 720              | 10 129              | 9 477               |
| Příbor                 | Nový Jičín    | 7 758               | 10 050              | 11 644              | 8 946               | 8 747               | 8 476               |
| Rýmařov                | Bruntál       | 7 587               | 9 452               | 10 252              | 9 202               | 8 711               | 8 181               |
| Rychvald               | Karviná       |                     |                     |                     |                     |                     | 7 536               |
| Bílovec                | Nový Jičín    | 4 900               | 10 937              | 10 881              | 7 532               | 7 543               | 7 394               |
| Odry                   | Nový Jičín    | 5 011               | 9 596               | 10 126              | 7 588               | 7 371               | 7 285               |

## Historie
Kraj byl zřízen spolu s dalšími samosprávnými kraji na základě článku 99 a následujících Ústavy České republiky a ústavního zákona č. 347/1997 Sb., o vytvoření vyšších územních samosprávných celků, který stanoví názvy krajů a jejich vymezení výčtem okresů (území okresů definuje vyhláška ministerstva vnitra č. 564/2002 Sb.) a pro vyšší územní samosprávné celky stanoví označení „kraje“. Kraje definitivně vznikly 1. ledna 2000, samosprávné kompetence získaly na základě zákona č. 129/2000 Sb., o krajích (krajské zřízení), dne 12. listopadu 2000, kdy proběhly první volby do jejich nově zřízených zastupitelstev. Toto krajské členění je obdobné krajům z let 1948–1960, zřízených zákonem č. 280/1948 Sb.
K 31. květnu 2001, dnem vyhlášení novelizačního ústavního zákona č. 176/2001 Sb., byl Ostravský kraj přejmenován na Moravskoslezský kraj, současně byly přejmenovány i další tři kraje. Zákonem č. 387/2004 Sb. byly 1. ledna 2005 přesunuty tři obce (Huzová, Moravský Beroun, Norberčany) z Moravskoslezského kraje do Olomouckého kraje.
V letech 1949–1960 byla většina území dnešního Moravskoslezského kraje součástí kraje Ostravského; část pak patřila ke kraji Olomouckému. V roce 1960 oba kraje zanikají a území celého dnešního Moravskoslezského kraje pak patřilo až do 31. prosince 1999 k tehdejšímu Severomoravskému kraji.
Za Rakousko-Uherska náležela většina území současného kraje k Slezskému vévodství, z malé části k Moravskému markrabství, Hlučínsko bylo součástí pruské provincie Slezska (viz též moravsko-slezská hranice). Po vzniku Československa náležela většina kraje k zemi Slezské se správním centrem Opavou, malá část k zemi Moravské se správním centrem v Brně, od 1. prosince 1928 do 31. prosince 1948 náleželo celé území kraje k zemi Moravskoslezské se správním centrem v Brně.

## Politika

### Volební období 2004–2008
Vítězství v krajských volbách 2004 dosáhla ODS v čele s lídrem Evženem Tošenovským (37,87 % hlasů). Vznikla tak středopravicová koalice ODS + KDU-ČSL, která v zastupitelstvu kraje disponovala 37 hlasy. Hejtmanem byl opětovně zvolen Evžen Tošenovský. Prvním náměstkem hejtmana (pro oblast dopravy a životního prostředí) se stal Pavol Lukša (později TOP 09).

#### Složení koalice v Radě kraje 2004–2008
- ODS: 7 křesel (hejtman + 4 náměstci hejtmana + 2 radní)
- KDU-ČSL: 4 křesla (1. náměstek + 2 náměstci hejtmana + 1 radní)

### Volební období 2008–2012
Po krajských volbách v roce 2008 vznikla díky vítězství sociálních demokratů (42,63 %) v kraji levicová koalice ČSSD + KSČM. Hejtmanem se stal lídr ČSSD Jaroslav Palas. Komunistický lídr Josef Babka se stal radním kraje. Koalici vytvořilo 42 levicových zastupitelů, která zvolila jedenáctičlennou radu kraje.

#### Složení koalice v Radě kraje 2008–2012
- ČSSD: 8 křesel (hejtman + 4 náměstci hejtmana + 3 radní)
- KSČM: 3 křesla (2 náměstci hejtmana + 1 radní)

Vytvoření levicové koalice s KSČM doprovázely protesty a silná kritika obyvatel. Na samotném ustavujícím zasedání zastupitelstva přišli lidé s transparenty a před Krajským úřadem probíhala demonstrace.

### Volební období 2012–2016
Po krajských volbách v roce 2012 vznikla v kraji opět levicová koalice ČSSD + KSČM, v čele s hejtmanem Miroslavem Novákem. Komunistický lídr Josef Babka se stal prvním náměstkem hejtmana a koalice tvořená 44 hlasy v zastupitelstvu utvořila jedenáctičlennou radu kraje.

#### Složení koalice v Radě kraje 2012–2016
- ČSSD: 7 křesel (hejtman + 4 náměstci hejtmana + 2 radní)
- KSČM: 4 křesla (1. náměstek + 2 náměstci hejtmana + 1 radní)

### Volební období 2016–2020
Středopravicová koalice byla tvořena hnutím ANO 2011 + KDU-ČSL + ODS, reprezentovaná krajskou koaliční radou, v čele s hejtmanem Ivo Vondrákem (ANO), Lukášem Curylem (KDU-ČSL) a Jakubem Unuckou (ODS). Dohromady koalice disponovala 36 hlasy v Zastupitelstvu kraje.
Koalice byla utvořena vůbec nejrychleji a jako první po volbách v roce 2016. Koaliční smlouva mezi stranami byla podepsána již 17. října 2016, a to i přes prvotní zdrženlivost ODS k hnutí ANO.

#### Složení koalice v Radě kraje 2016–2020
- ANO 2011: 6 křesel (hejtman + 4 náměstci hejtmana + 1 radní)
- KDU-ČSL: 3 křesla (1. náměstek hejtmana + náměstek hejtmana + radní)
- ODS: 2 křesla (2 náměstci hejtmana)

### Volební období 2020–2024
Krajské volby na podzim roku 2020 krajskou vládu nijak zásadně neproměnily. Ke stávající koalici hnutí ANO 2011 + KDU-ČSL + ODS se připojila ČSSD. Během tohoto volebního období došlo ke změně hejtmana, Ivo Vondrák (ANO) na svou funkci rezignoval během jednání Zastupitelstva Moravskoslezského kraje v červnu 2023. Do čela krajské vlády byl zvolen stávající náměstek Jan Krkoška (ANO), který však na funkci hejtmana rezignoval v březnu 2024 krátce poté, co jej Obvodní soud pro Prahu 2 uznal vinným z uplácení lékařů. Kraj následně dočasně krátce řídil 1. náměstek Jakub Unucka (ODS). Dalšími lídry koaličních stran jsou Lukáš Curylo (KDU-ČSL) a Petr Kajnar (ČSSD). Dohromady koalice disponovala 46 hlasy v krajském zastupitelstvu, v červnu 2023 se tento počet snížil na 42.[zdroj?] Jakub Unucka v srpnu 2024 na funkci prvního náměstka rezignoval.

#### Složení koalice v Radě kraje 2020–2024
- ANO 2011: 5 křesel (hejtman + 4 náměstci hejtmana)
- ODS: 3 křesla (1. náměstek hejtmana + náměstek hejtmana + radní)
- KDU-ČSL: 2 křesla (2 náměstci hejtmana)
- ČSSD: 1 křeslo (radní)

## Fyzická geografie

### Geologie
Geologická stavba kraje je velice pestrá. Působilo zde hercynské i alpinské vrásnění. Je tvořen geologickou jednotkou Českého masívu moravo-silesikum (vznikla hercynskou orogenezí) a mladšími Západními Karpaty (vznikly alpinskou orogenezí). Západní Karpaty mají typickou příkrovovou stavbu, příkrovy jsou tvořeny různými druhy sedimentárních hornin, které obalují tzv. krystalická jádra, jež jsou tvořena granitoidy a metamorfovanými horninami. Západní Karpaty pak sestávají z karpatského flyše a karpatské předhlubně. V Moravskoslezském kraji jsou zásoby černého uhlí (Ostravská pánev), vápence (např. Štramberk) či černých jílovitých břidlic (oblast Nízkého Jeseníka).

### Geomorfologie
Geomorfologicky sestává ze dvou systémů: Hercynského a Alpsko-himálajského. Hercynský systém zde tvoří dvě provincie: Českou vysočinu a Středoevropskou nížinu. Česká vysočina se dělí na 6 subprovincií, v MS kraji se nachází pouze Krkonošsko-jesenická subprovincie, Středoevropskou nížinu zaujímají pouze Středopolské nížiny. K Alpsko-himálajskému systému patří provincie Západní Karpaty, která se dělí na dvě subprovincie: Vněkarpatské sníženiny a Vnější západní Karpaty.
Níže uvedená tabulka zobrazuje geomorfologické členění na území Moravskoslezského kraje. Např. Hrubý Jeseník se dělí i Keprnickou hornatinu, ale ta se nachází pouze na území Olomouckého kraje, proto zde není uvedena. Podcelky se ještě dále dělí na okrsky, ale vzhledem k velkému počtu nejsou uvedeny.
| Subprovincie           | Oblast                         | Celek                         | Podcelek                  | Obce |
| ---------------------- | ------------------------------ | ----------------------------- | ------------------------- | --- |
| Krkonošsko-jesenická   | Jesenická                      | Hrubý Jeseník                 | Medvědská hornatina       | Andělská Hora, Heřmanovice, Karlova Studánka, Karlovice, Ludvíkov, Malá Morávka, Rudná pod Pradědem, Světlá Hora, Václavov u Bruntálu, Vrbno pod Pradědem |
| Krkonošsko-jesenická   | Jesenická                      | Hrubý Jeseník                 | Pradědská hornatina       | Dolní Moravice, Karlova Studánka, Malá Morávka, Rýmařov, Stará Ves, Světlá Hora, Vrbno pod Pradědem |
| Krkonošsko-jesenická   | Jesenická                      | Nízký Jeseník                 | Brantická vrchovina       | Brantice, Brumovice, Býkov-Láryšov, Čaková, Holčovice, Hošťálkovy, Karlovice, Krasov, Krnov, Lichnov (okr. Bruntál), Město Albrechtice, Nové Heřminovy, Sosnová, Široká Niva, Úvalno, Zátor |
| Krkonošsko-jesenická   | Jesenická                      | Nízký Jeseník                 | Bruntálská vrchovina      | Andělská Hora, Bruntál, Břidličná, Dětrichov nad Bystřicí, Dlouhá Stráň, Dolní Moravice, Horní Benešov, Horní Město, Horní Životice, Jiříkov, Karlovice, Křišťanovice, Leskovec nad Moravicí, Lichnov (okr. Bruntál), Lomnice, Malá Štáhle, Mezina, Milotice nad Opavou, Moravskoslezský Kočov, Nová Pláň, Nové Heřminovy, Oborná, Razová, Roudno, Rudná pod Pradědem, Rýmařov, Rýžoviště, Sosnová, Stará Ves, Staré Heřminovy, Světlá Hora, Svobodné Heřmanice, Široká Niva, Tvrdkov, Václavov u Bruntálu, Valšov, Velká Štáhle, Velké Heraltice, Vrbno pod Pradědem, Zátor |
| Krkonošsko-jesenická   | Jesenická                      | Nízký Jeseník                 | Slunečná vrchovina        | Bruntál, Dětrichov nad Bystřicí, Lomnice, Mezina, Moravskoslezský Kočov, Roudno, Valšov |
| Krkonošsko-jesenická   | Jesenická                      | Nízký Jeseník                 | Stěbořická pahorkatina    | Bratříkovice, Brumovice, Dolní Životice, Hlavnice, Holasovice, Horní Životice, Jakartovice, Jezdkovice, Litultovice, Mikolajice, Mladecko, Neplachovice, Opava, Otice, Slavkov, Stěbořice, Svobodné Heřmanice, Štáblovice, Uhlířov, Úvalno, Velké Heraltice |
| Krkonošsko-jesenická   | Jesenická                      | Nízký Jeseník                 | Domašovská vrchovina      | Bílčice, Budišov nad Budišovkou, Dětrichov nad Bystřicí, Dvorce, Jakartovice, Křišťanovice, Roudno |
| Krkonošsko-jesenická   | Jesenická                      | Nízký Jeseník                 | Vítkovská vrchovina       | Bílčice, Bílovec, Bítov, Branka u Opavy, Březová, Budišovice, Budišov nad Budišovkou, Čavisov, Čermná ve Slezsku, Děhylov, Dobroslavice, Dolní Lhota, Dolní Životice, Fulnek, Háj ve Slezsku, Heřmanice u Oder, Heřmánky, Hladké Životice, Hlubočec, Hlučín, Horní Lhota, Hrabyně, Hradec nad Moravicí, Chvalíkovice, Jakartovice, Jakubčovice nad Odrou, Kružberk, Klimkovice, Kujavy, Kyjovice, Leskovec nad Moravicí, Lhotka u Litultovic, Litultovice, Luboměř, Ludgeřovice, Mankovice, Melč, Mikolajice, Mokré Lazce, Moravice, Nové Lublice, Nové Sedlice, Odry, Olbramice, Opava, Ostrava, Svatoňovice, Pustá Polom, Radkov, Raduň, Rázová, Roudno, Skřípov, Slatina, Spálov, Staré Heřminovy, Staré Těchanovice, Suchdol nad Odrou, Svobodné Heřmanice, Štáblovice, Těškovice, Tísek, Uhlířov, Velká Polom, Větřkovice, Vítkov, Vražné, Vrchy, Vršovice, Vřesina, Zbyslavice |
| Krkonošsko-jesenická   | Jesenická                      | Zlatohorská vrchovina         | Rejvízská horkatina       | Heřmanovice |
| Krkonošsko-jesenická   | Jesenická                      | Zlatohorská vrchovina         | Hynčická hornatina        | Heřmanovice, Holčovice, Janov, Jindřichov, Karlovice, Město Albrechtice, Petrovice, Třemešná, Vrbno pod Pradědem |
| Krkonošsko-jesenická   | Jesenická                      | Zlatohorská vrchovina         | Jindřichovská pahorkatina | Bohušov, Dívčí Hrad, Hlinka, Jindřichov, Krnov, Liptaň, Město Albrechtice, Osoblaha, Rusín, Slezské Rudoltice, Třemešná |
| Krkonošsko-jesenická   | Jesenická                      | Hanušovická vrchovina         | Hraběšická hornatina      | Horní Město, Rýmařov, Stará Ves, Tvrdkov |
| Středopolské nížiny    | Slezská nížina                 | Opavská pahorkatina           | Osoblažská nížina         | Osoblaha, Slezské Pavlovice |
| Středopolské nížiny    | Slezská nížina                 | Opavská pahorkatina           | Poopavská nížina          | Bohuslavice, Branka u Opavy, Brumovice, Dobroslavice, Dolní Benešov, Háj ve Slezsku, Hlučín, Holasovice, Hrabyně, Chvalíkovice, Kozmice, Kravaře, Krnov, Mokré Laze, Nové Sedlice, Opava, Otice, Raduň, Slavkov, Štítina, Úvalno, Velké Hoštice, Vršovice |
| Středopolské nížiny    | Slezská nížina                 | Opavská pahorkatina           | Hlučínská pahorkatina     | Bělá, Bohuslavice, Bolatice, Darkovice, Dolní Benešov, Hať, Hlučín, Hněvošice, Chlebičov, Chuchelná, Kobeřice, Kozmice, Kravaře, Ludgeřovice, Makvartovice, Oldřišov, Opava, Píšť, Rohov, Služovice, Sudice, Štěpánkovice, Strahovice, Šilheřovice, Třebom, Velké Hoštice, Vřesina u Hlučína, Závada |
| Vněkarpatské sníženiny | Západní Vněkarpatské sníženiny | Moravská brána                | Oderská brána             | Albrechtičky, Bartošovice, Bernatice nad Odrou, Bílov, Bílovec, Bravantice, Fulnek, Hladké Životice, Jeseník nad Odrou, Jistebník, Klimkovice, Krmelín, Kujavy, Kunín, Mankovice, Mošnov, Odry, Olbramice, Ostrava, Petřvald u NJ, Pustějov, Sedlnice, Skotnice, Stará Ves nad Ondřejnicí, Starý Jičín, Šenov u Nového Jičína, Studénka, Suchdol nad Odrou, Trnávka, Velké Albrechtice, Vražné |
| Vněkarpatské sníženiny | Západní Vněkarpatské sníženiny | Ostravská pánev               | Ostravská pánev           | Albrechtice, Bohumín, Děhylov, Dětmarovice, Dolní Lutyně, Doubrava, Frýdek-Místek, Hať, Havířov, Horní Bludovice, Horní Suchá, Kaňovice, Karviná, Krmelín, Orlová, Ostrava, Paskov, Petrovice u Karviné, Petřvald, Rychvald, Řepiště, Sedliště, Staříč, Stonava, Sviadnov, Šenov, Šilheřovice, Václavovice, Vratimov, Vřesina, Žabeň |
| Vnější Západní Karpaty | Západní Beskydy                | Hostýnsko-vsetínská hornatina | Vsetínské vrchy           | Bílá |
| Vnější Západní Karpaty | Západní Beskydy                | Moravskoslezské Beskydy       | Radhošťská hornatina      | Bílá, Bordovice, Čeladná, Frenštát pod Radhoštěm, Hodslavice, Hostašovice, Mořkov, Staré Hamry, Trojanovice, Veřovice |
| Vnější Západní Karpaty | Západní Beskydy                | Moravskoslezské Beskydy       | Klokočovská hornatina     | Bílá |
| Vnější Západní Karpaty | Západní Beskydy                | Moravskoslezské Beskydy       | Lysohorská hornatina      | Bílá, Bocanovice, Čeladná, Dolní Lomná, Frýdlant nad Ostravicí, Horní Lomná, Komorní Lhotka, Košařiska, Krásná, Kunčice pod Ondřejníkem, Malenovice, Milíkov, Morávka, Mosty u Jablunkova, Návsí, Ostravice, Pražmo, Pstruží, Řeka, Smilovice, Staré Hamry, Třinec, Vendryně, Vyšní Lhoty |
| Vnější Západní Karpaty | Západní Beskydy                | Jablunkovská brázda           | Jablunkovská brázda       | Bocanovice, Bukovec, Bystřice, Dolní Lomná, Hrádek, Jablunkov, Košařiska, Milíkov, Mosty u Jablunkova, Návsí, Písečná, Písek, Vendryně |
| Vnější Západní Karpaty | Západní Beskydy                | Jablunkovské mezihoří         | Jablunkovské mezihoří     | Bukovec, Hrčava, Jablunkov, Mosty u Jablunkova, Písek |
| Vnější Západní Karpaty | Západní Beskydy                | Slezské Beskydy               | Čantoryjská hornatina     | Bukovec, Bystřice, Hrádek, Jablunkov, Návsí, Nýdek, Písečná, Písek, Třinec, Vendryně |
| Vnější Západní Karpaty | Západobeskydské podhůří        | Podbeskydská pahorkatina      | Příborská pahorkatina     | Bartošovice, Baška, Bernatice nad Odrou, Brušperk, Fryčovice, Frýdek-Místek, Hostašovice, Hukvaldy, Jeseník nad Odrou, Kateřnice, Kopřivnice, Krmelín, Kunín, Libhošť, Mošnov, Nový Jičín, Palkovice, Paskov, Petřvald u Nového Jičína, Příbor, Rybí, Sedlnice, Skotnice, Stará Ves nad Ondřejnicí, Starý Jičín, Staříč, Sviadnov, Šenov u Nového v Jičína, Trnávka, Závišice |
| Vnější Západní Karpaty | Západobeskydské podhůří        | Podbeskydská pahorkatina      | Štramberská vrchovina     | Baška, Bordovice, Čeladná, Frýdek-Místek, Hukvaldy, Kopřivnice, Kozlovice, Kunčice pod Ondřejníkem, Lhotka, Libhošť, Lichnov (okr. Nový Jičín), Nový Jičín, Metylovice, Mořkov, Palkovice, Pstruží, Rybí, Starý Jičín, Štramberk, Tichá, Veřovice, Závišice, Ženklava, Životice u Nového Jičína |
| Vnější Západní Karpaty | Západobeskydské podhůří        | Podbeskydská pahorkatina      | Frenštátská brázda        | Baška, Bordovice, Čeladná, Frenštát pod Radhoštěm, Frýdlant nad Ostravicí, Hodslavice, Hostašovice, Janovice, Krásná, Kunčice pod Ondřejníkem, Lichnov (okr. Nový Jičín), Malenovice, Metylovice, Morávka, Mořkov, Nový Jičín, Pražmo, Pržno, Pstruží, Raškovice, Tichá, Trojanovice, Veřovice, Vyšní Lhoty, Životice u Nového Jičína |
| Vnější Západní Karpaty | Západobeskydské podhůří        | Podbeskydská pahorkatina      | Třinecká brázda           | Baška, Bystřice, Český Těšín, Dobrá, Dobratice, Dolní Tošanovice, Frýdek-Místek, Hnojník, Horní Domaslavice, Horní Tošanovice, Janovice, Komorní Lhotka, Lučina, Nižní Lhoty, Nošovice, Pazderna, Raškovice, Ropice, Smilovice, Staré Město, Střítež, Těrlicko, Třanovice, Třinec, Vendryně, Vojkovice, Vyšní Lhoty, Žermanice |
| Vnější Západní Karpaty | Západobeskydské podhůří        | Podbeskydská pahorkatina      | Těšínská pahorkatina      | Albrechtice, Bruzovice, Český Těšín, Dobrá, Dolní Domaslavice, Dolní Tošanovice, Frýdek-Místek, Havířov, Hnojník, Horní Bludovice, Horní Domaslavice, Horní Suchá, Horní Tošanovice, Kaňovice, Karviná, Lučina, Pazderna, Ropice, Sedliště, Soběšovice, Střítež, Těrlicko, Třanovice, Třinec, Vělopolí, Vojkovice, Žermanice |

## Hospodářství

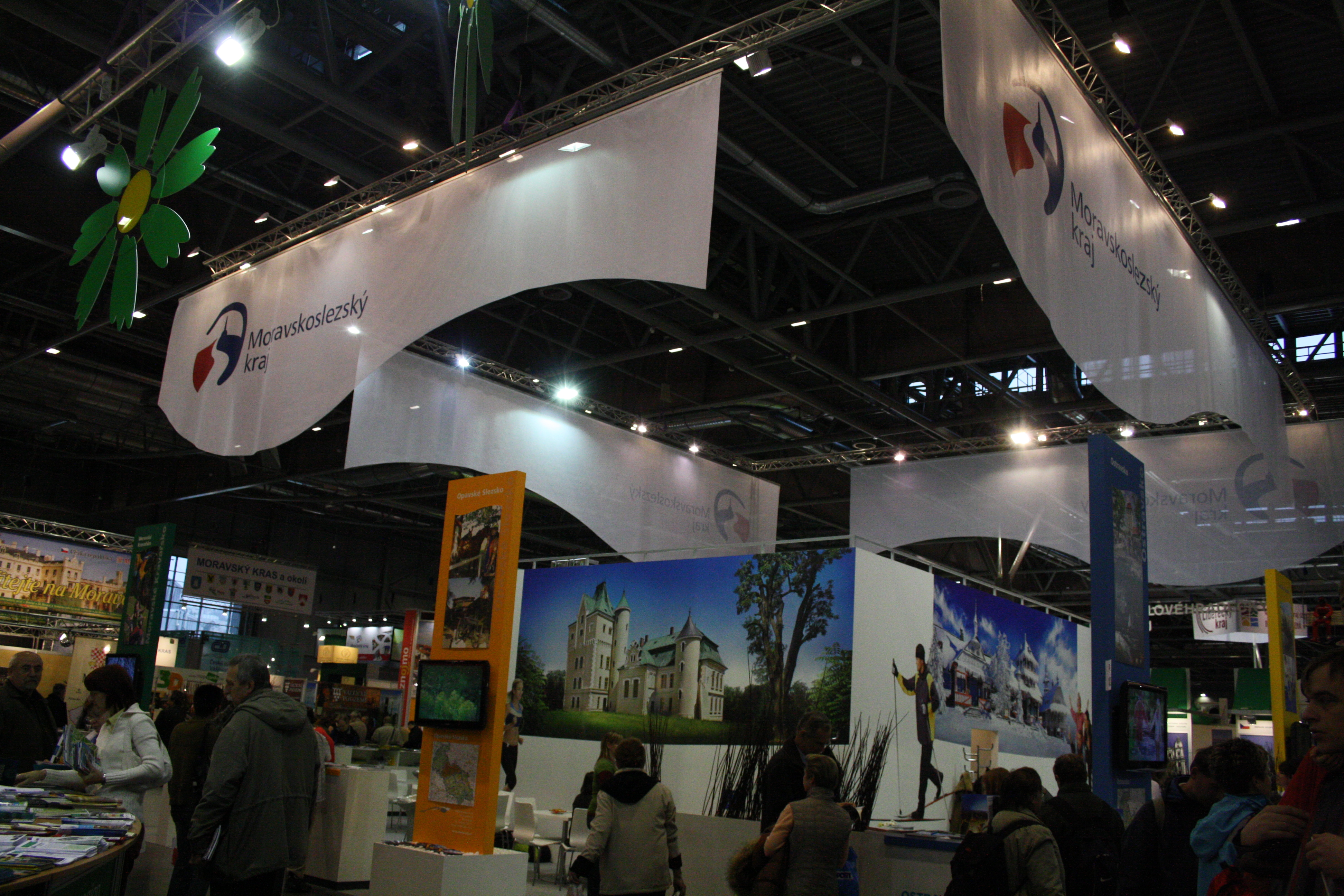
Prezentace Moravskoslezského kraje na veletrhu Regiontour 2010

Díky ložiskům černého uhlí v ostravsko-karvinské pánvi a na ně vázaným hutním a dalším průmyslem patřila tato část kraje už za Rakousko-Uherska k nejdůležitějším průmyslovým oblastem. V souvislosti se současným útlumem těžkého průmyslu zde ovšem značně roste nezaměstnanost, která v MSK ke dni 31. 1. 2023 činí 5,23 %. Dlouho bude také trvat obnova poškozeného životního prostředí.
Přes polovinu území kraje zabírá zemědělská půda, dalších 35 % připadá na lesní plochy (zejména v horských oblastech Jeseníků a Beskyd).

## Doprava

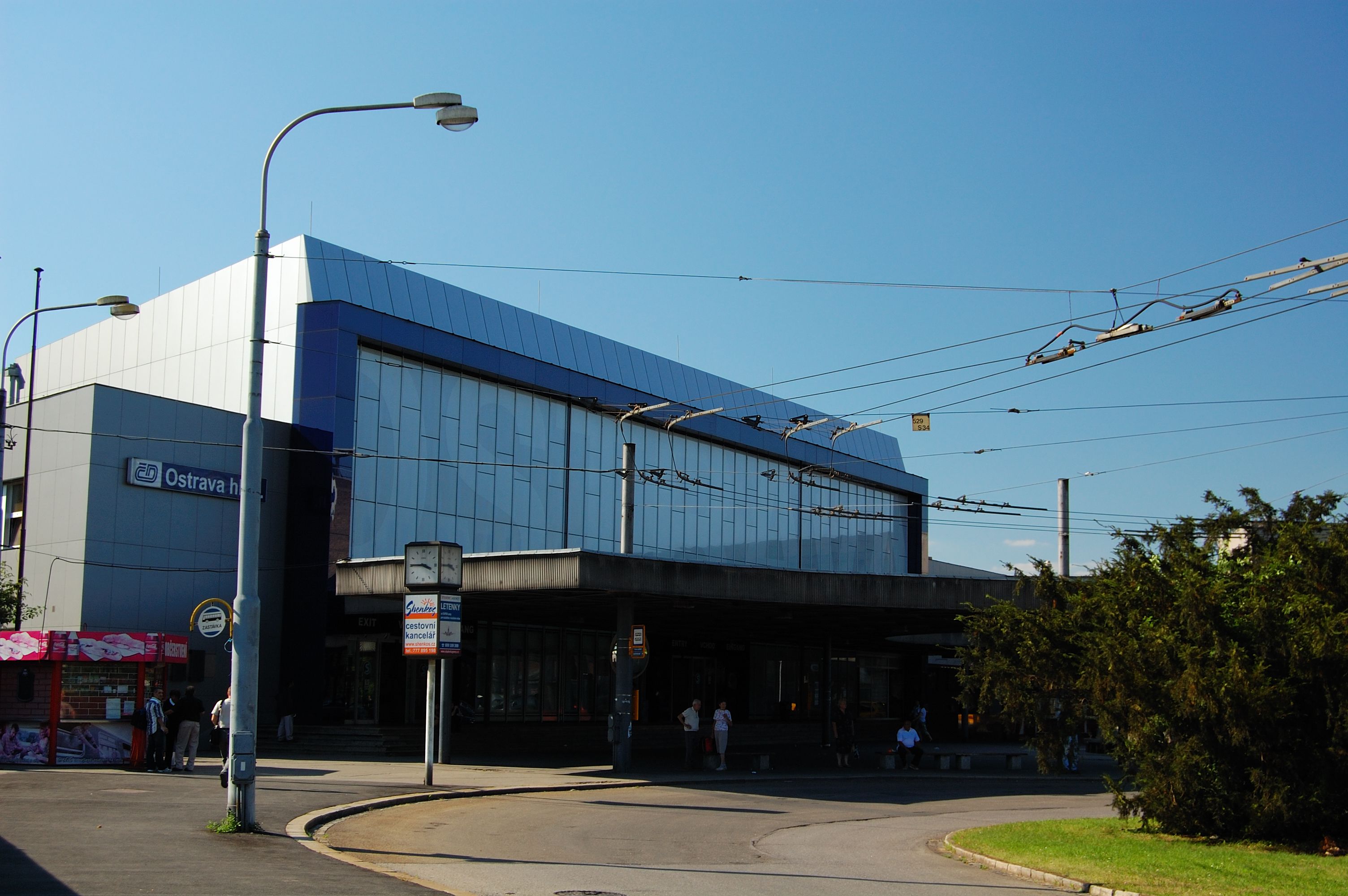
Ostrava hlavní nádraží

Přestože se území Moravskoslezského kraje po zániku Československa ocitlo v poloze severovýchodního pohraničí, na hranicích s Polskem a Slovenskem, nejvíce vzdáleného od přímých kontaktů s metropolí státu, leží na historické dopravní cestě mezi severem a jihem Evropy – mezi Baltským a Středozemním mořem. Zároveň zaujímá strategickou polohu na rozmezí tří států – České republiky, Polska a Slovenska a svou polohou nabízí i výhodnou výchozí pozici pro dopravní vazby směrem do východní Evropy. Strategický význam této polohy podtrhuje zařazení podstatné části komunikací nadřazené dopravní infrastruktury do hlavní sítě TEN-T a umístění dvou koridorů této hlavní sítě. Hospodářským centrem kraje je od severu k jihu veden Baltsko-jaderský koridor jako jedna z nejdůležitějších transevropských silničních a železničních os, západovýchodní spojení zajišťuje významná odbočka Rýnsko-dunajského koridoru, spojující Mnichov s Prahou, Žilinou, Košicemi a ukrajinskou hranicí.
Motoristé a podnikatelé na území Moravskoslezského kraje mohou využívat poměrně hustou síť pozemních komunikací v celkové délce
téměř 3500 km. V prosinci roku 2012 byla na území kraje zprovozněna
dálnice D1, která region propojuje s nadřazenou dopravní infrastrukturou České republiky. Dálnice D1 jako součást VI.B multimodálního koridoru Baltsko-jaderského koridoru Transevropských sítí TEN (Trans European Network) dále pokračuje na území Polska jako A1 a u Gliwice umožňuje rychlé napojení na mezinárodní silnici E40 vedenou z francouzského Calais přes Belgii, Německo, Polsko, Ukrajinu a Rusko do Kazachstánu. Silniční komunikační systém se dále opírá o hlavní mezinárodní silnice I/11 (E75): Rýmařov – Bruntál – Opava – Ostrava – Český Těšín – Mosty u Jablunkova a I/48 (E462): Nový Jičín – Frýdek-Místek – Český Těšín, které procházejí východní částí kraje. V současnosti probíhá jejich modernizace, a to jak na silnici I/48, která je upravována na dálnici D48 tak na silnici I/11, která je modernizována převážně v kategorii pozemní komunikace S 22,5/100 nebo S 24,5/100 (2+2 pruhy). V kraji se nyní nachází 100 km dálnic D1, D48 a D56 k nimž lze ještě připočíst 55 km moderních úseků silnic I. třídy.
Mimo nadřazenou dopravní infrastrukturu je území kraje protkáno hustou sítí silnic II. a III. třídy. Vlastníkem silnic II. a III. třídy je Moravskoslezský kraj, který má ambici vlastní silniční sítí vytvořit kvalitní funkční doplněk k nadřazené dopravní infrastruktuře tak, aby byla zajištěna standardní dopravní dostupnost do všech lokalit kraje.
Moravskoslezský kraj protínají také dva železniční tahy evropského významu, II. tranzitní železniční koridor (E 40, E 65  Přerov – Bohumín) a III. tranzitní železniční koridor (E 40 Bohumín – Mosty u Jablunkova). Modernizace druhého železničního koridoru byla dokončena v roce 2005, modernizace třetího železničního koridoru začala v roce 2007 a dosud probíhá.
Mimořádným úspěchem v historii drážní dopravy na území kraje je výstavba kolejového napojení Letiště Leoše Janáčka Ostrava. Realizací stavby elektrifikované regionální dráhy jsou mezinárodní letiště v Mošnově, průmyslová zóna a vznikající železniční a multimodální cargo Mošnov přímo napojeny na železniční koridorovou trať. Délka nové trati je 2,9 km, přestupní terminál je propojen s odbavovací halou letiště. Pravidelný provoz osobní dopravy byl zahájen 13. 4. 2015.
Veřejná osobní doprava na území kraje je z větší části provozována v systému ODIS, který cestujícím zajišťuje užití zejména jednotného tarifu a jednotných přepravních podmínek ve všech dopravních prostředcích.
Významnou bránou kraje je Letiště Leoše Janáčka Ostrava jako letiště městského uzlu hlavní sítě TEN-T. V letech 2000–2015 se postupně daří obnovovat letecké spojení Moravskoslezského kraje se světem. Značného nárůstu bylo dosaženo jak v osobní letecké dopravě, tak i v nákladní přepravě. Provozovány jsou pravidelné mezinárodní lety do Londýna a Varšavy a sezónní linky do cca 25 destinací.

## Životní prostředí
Více než polovinu

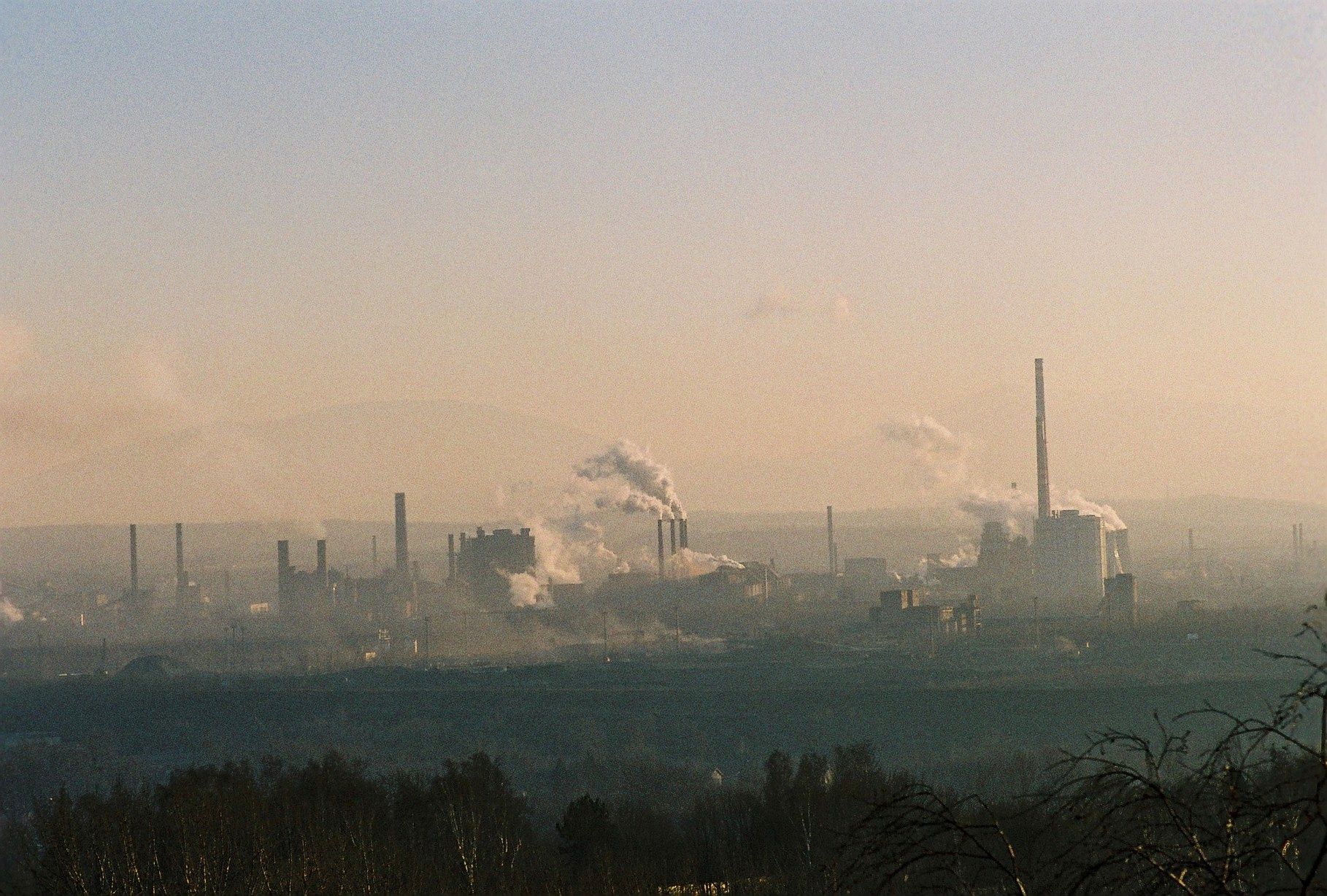
Ostrava – pohled na areál Nové huti z haldy Ema

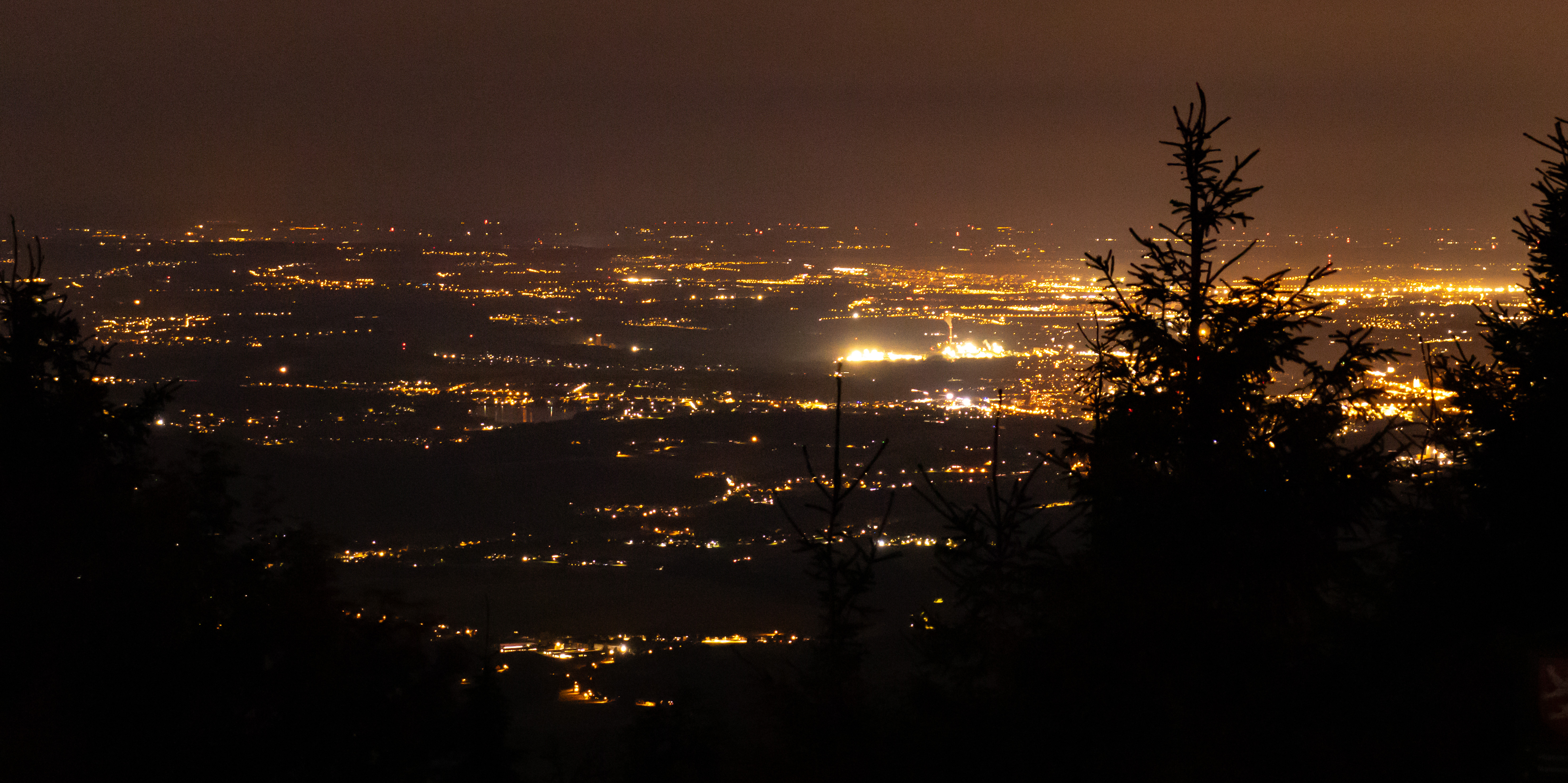
Noční pohled na Moravskoslezský kraj z Lysé hory

území kraje zaujímá zemědělská půda, na dalších více než 35 % se rozprostírají
lesní pozemky. Vedle přírodního bohatství, chráněných krajinných oblastí –
Beskydy (rozlohou 1 160 km2 vč. zlínské části největší chráněná
krajinná oblast v České republice), Jeseníky a Poodří – a 165 maloplošných
chráněných území, se v kraji vyskytují bohaté zásoby nerostných surovin – kromě
zemního plynu, převážně vázaného na černouhelné sloje, jde především o rozhodující
domácí zásoby černého uhlí, prapříčiny budování těžkého průmyslu v kraji,
který se na jeho životním prostředí nesmazatelně podepsal. Na
důlní činnost však nelze pohlížet jen negativně, protože dala vzniknout i řadě
biologicky cenných lokalit – mokřadům a jezerům, v nichž našly nová
útočiště druhy vytlačené z území osídlených člověkem.
S neblaze
proslulým dědictvím kraje coby oblasti s nejvíce poškozeným životním
prostředím v České republice se v posledních letech region úctyhodně vypořádává.[zdroj⁠?!]
Vysoká koncentrace těžkého průmyslu a množství lokálních topenišť si vyžádaly
velké investice jak do ekologizace průmyslu, tak do tzv. kotlíkových dotací,
tj. výměny stávajících ručně plněných kotlů na tuhá paliva za nové,
nízkoemisní. V Moravskoslezském kraji je navíc možné získat bezúročnou půjčku na výměnu kotle. Po výměně se část půjčky splatí z kotlíkové dotace. K nápravě zhoršené kvality ovzduší kraj hledá i další cesty, jako
jsou např. nadlimitní čištění komunikací, výsadba izolační zeleně nebo
propagace čisté mobility.
Vysokým počtem
průmyslových zařízení a poměrně vysokou hustotou zalidnění je ovlivněno i
odpadové hospodářství kraje. Celková produkce odpadů v kraji se přesto snižuje,
zejména snahou o co největší opětovné využití stavebních materiálů a vedlejších
průmyslových produktů.
Se vstupem České
republiky do Evropské unie se stát zavázal k dozoru nad takovými druhy
rostlin, živočichů a typy přírodních stanovišť, které jsou v rámci Unie
nejcennější a spadají do celistvé evropské soustavy území se stanoveným stupněm
ochrany, soustavy Natura 2000. Na území Moravskoslezského kraje je Natura
2000 tvořena 45 vyhlášenými evropsky významnými lokalitami a čtyřmi vymezenými ptačími
oblastmi.

## Věda a vzdělání
Širokou škálu 42 gymnázií, 101 středních odborných škol a 57 středních odborných učilišť doplňuje 11 vyšších odborných škol a pět vysokých škol (Vysoká škola báňská – Technická univerzita Ostrava, Ostravská univerzita, Slezská univerzita v Opavě, Vysoká škola podnikání a práva a Vysoká škola sociálně správní), které zabezpečují výuku pro více než 38 tisíc studentů.

## Významné stavby

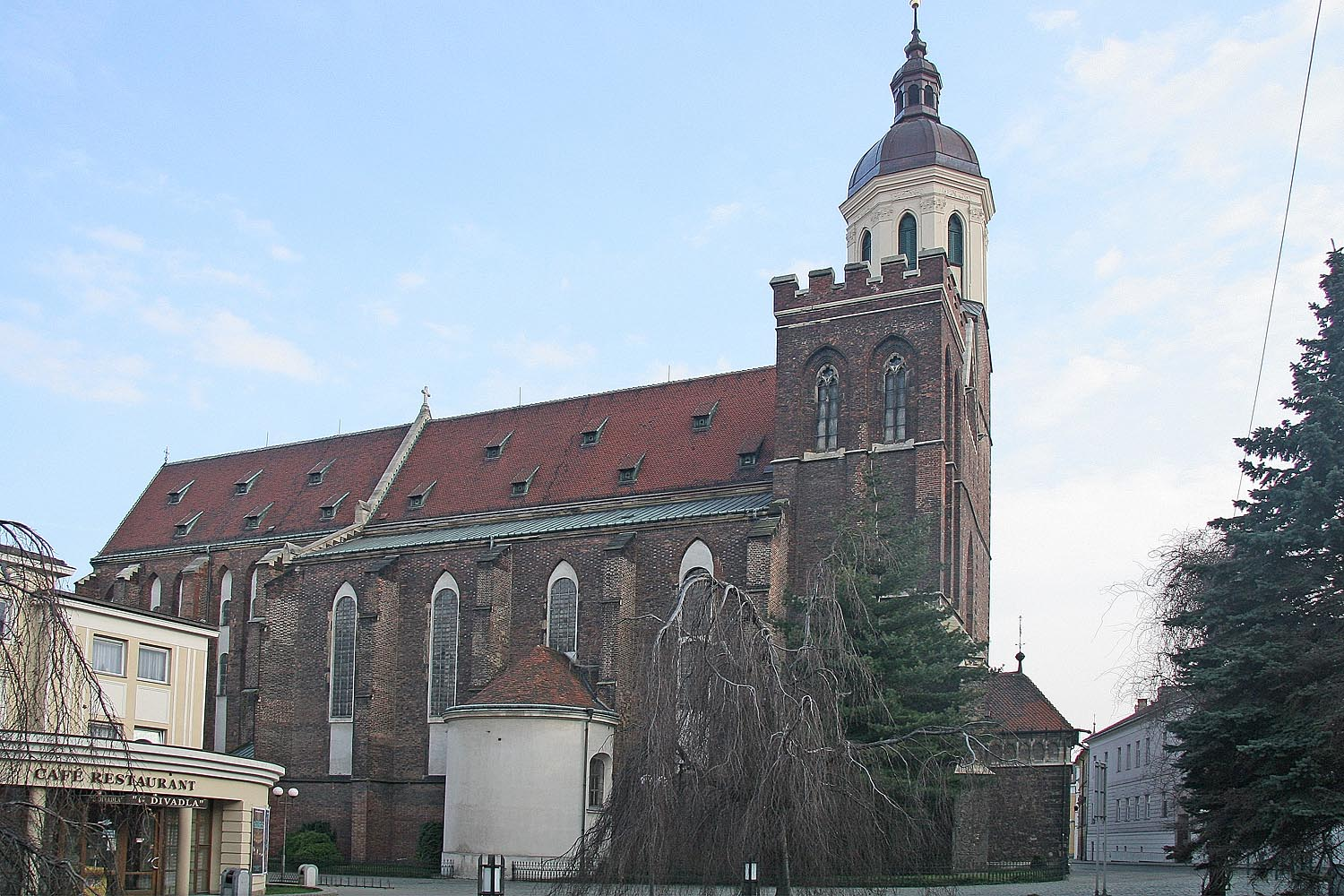
Katedrála Nanebevzetí Panny Marie v Opavě
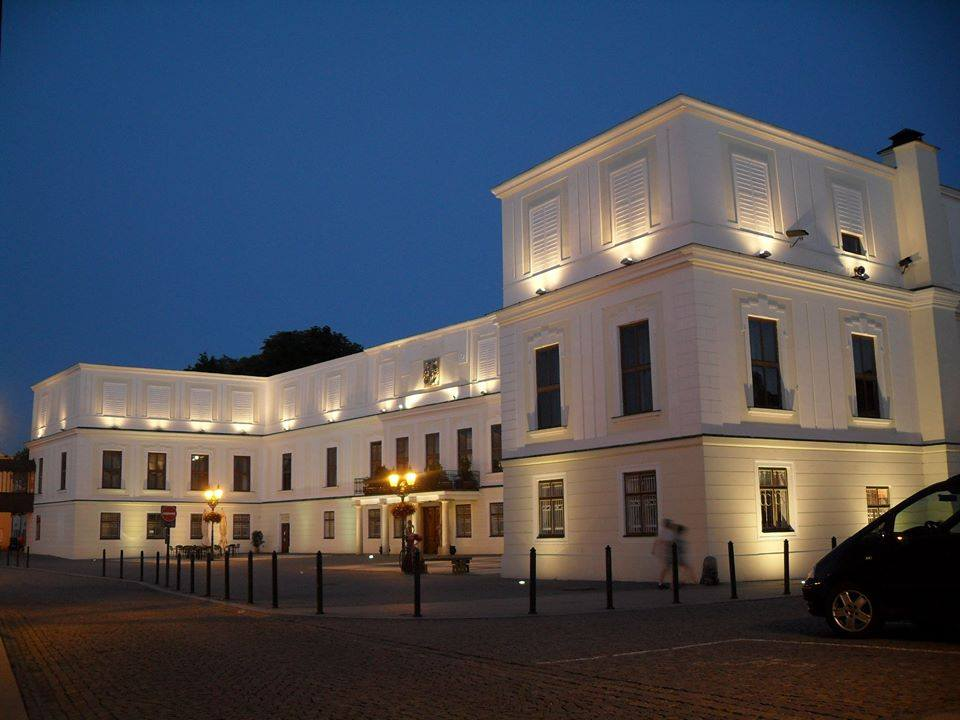
Zámek v Karviné–Fryštátě
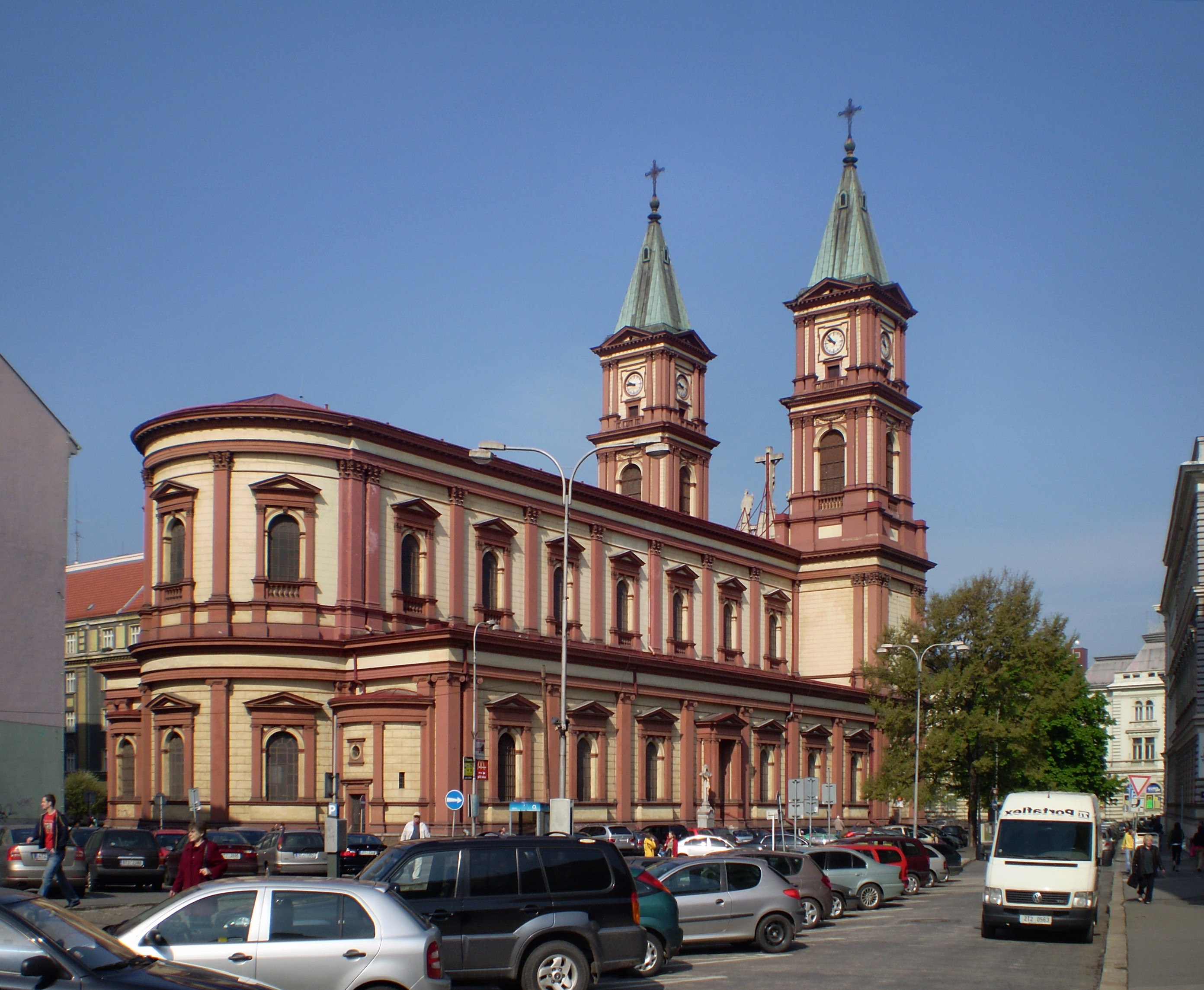
Katedrála Božského Spasitele v Ostravě
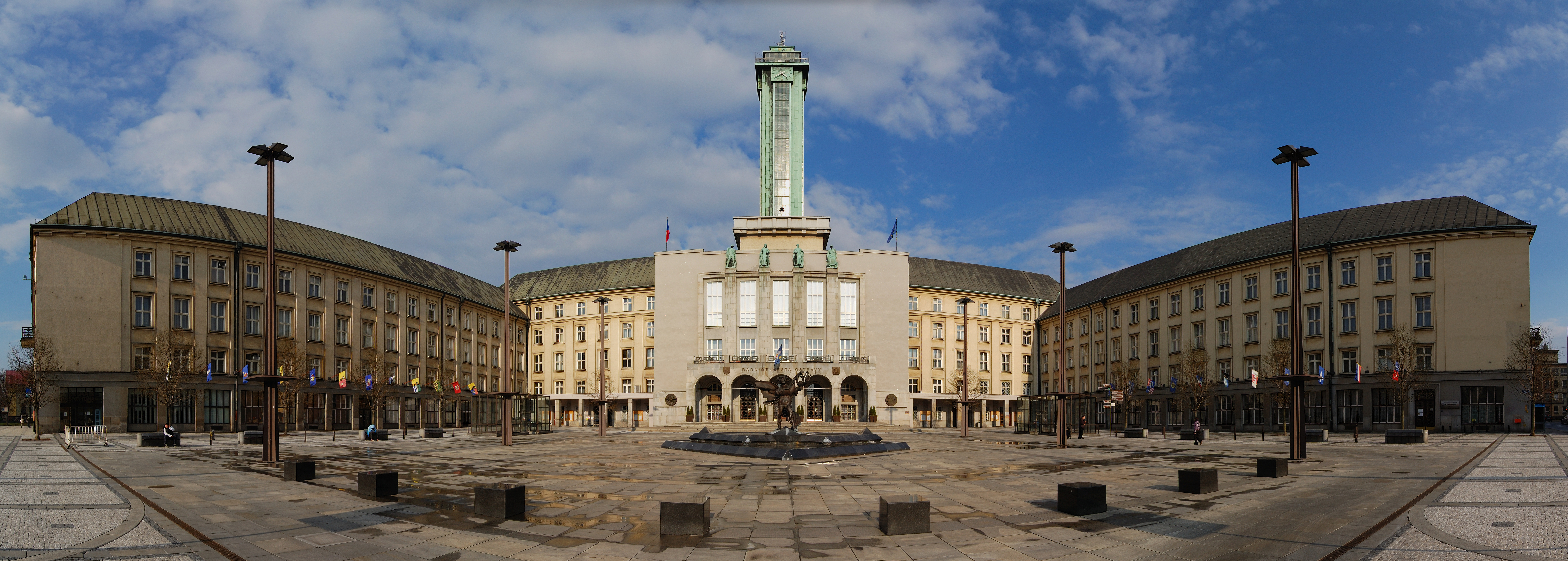
Nová radnice v Ostravě
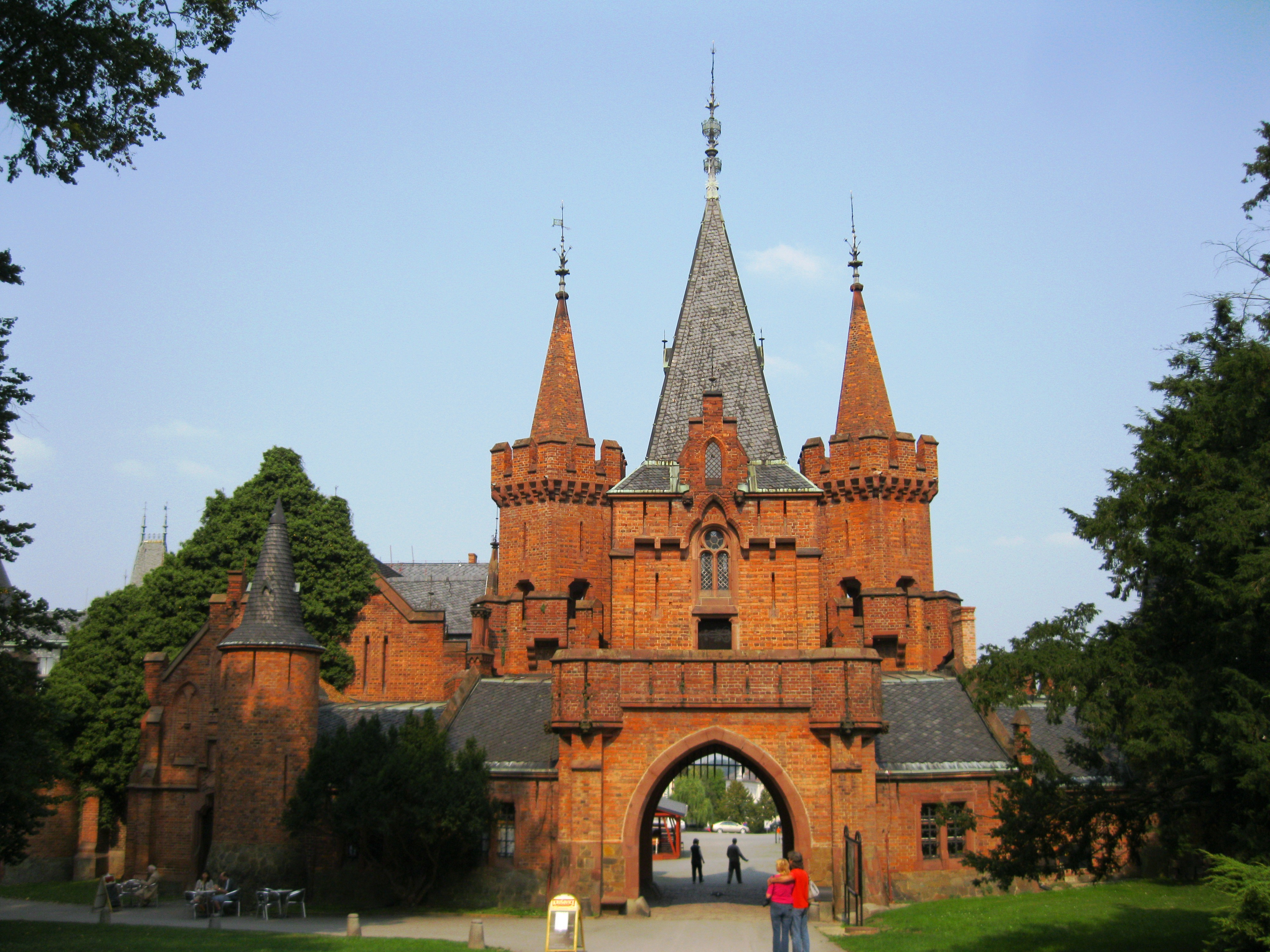
Státní zámek Hradec nad Moravicí